# ديفيد بارون
ديفيد بارون (بالإنجليزية: David Barron)‏ (10 سبتمبر 1987 في المملكة المتحدة - ) هو لاعب كرة قدم بريطاني في مركز الدفاع. لعب مع نادي بارتيك ثيسل ونادي سانت ميرين ونادي سترنرير ‏ وGreenock Juniors F.C. ‏.

## وصلات خارجية
- ديفيد بارون على موقع قاعدة بيانات كرة القدم.إي يو (الإنجليزية)
- ديفيد بارون على موقع Soccerbase.com (لاعب) (الإنجليزية)
- ديفيد بارون على موقع Soccerway.com (الإنجليزية)